# Formica dusmeti
Formica dusmeti é uma espécie de formiga do gênero Formica, pertencente à subfamília Formicinae.